# Enel
Enel (wł. Ente Nazionale per l'Energia eLettrica) — międzynarodowy koncern energetyczny z siedzibą w Rzymie. Założony w 1962 w ramach konsolidacji włoskiego sektora energii; od 1999 notowany na giełdzie papierów wartościowych w Mediolanie. Obecnie jedna z największych firm energetycznych i jeden z największych producentów energii ze źródeł odnawialnych na świecie.

## Historia

### 1962–1972
Enel powstał w 1962 w celu optymalnego wykorzystania włoskiego systemu elektroenergetycznego i zaspokojenia rosnącego we Włoszech popytu na energię. W kolejnych latach Enel stopniowo przejmował istniejące wówczas przedsiębiorstwa energetyczne. Celem firmy była reorganizacja, modernizacja i rozbudowa sieci dystrybucyjnej energii elektrycznej w całych Włoszech. W 1965 Enel wyemitował obligacje, aby uzyskać środki na zamierzone działania. Lata 1968–1972 były okresem dynamicznego rozwoju. Powstał wtedy m.in. projekt linii przesyłowej Florencja–Rzym. 

### 1972–1984

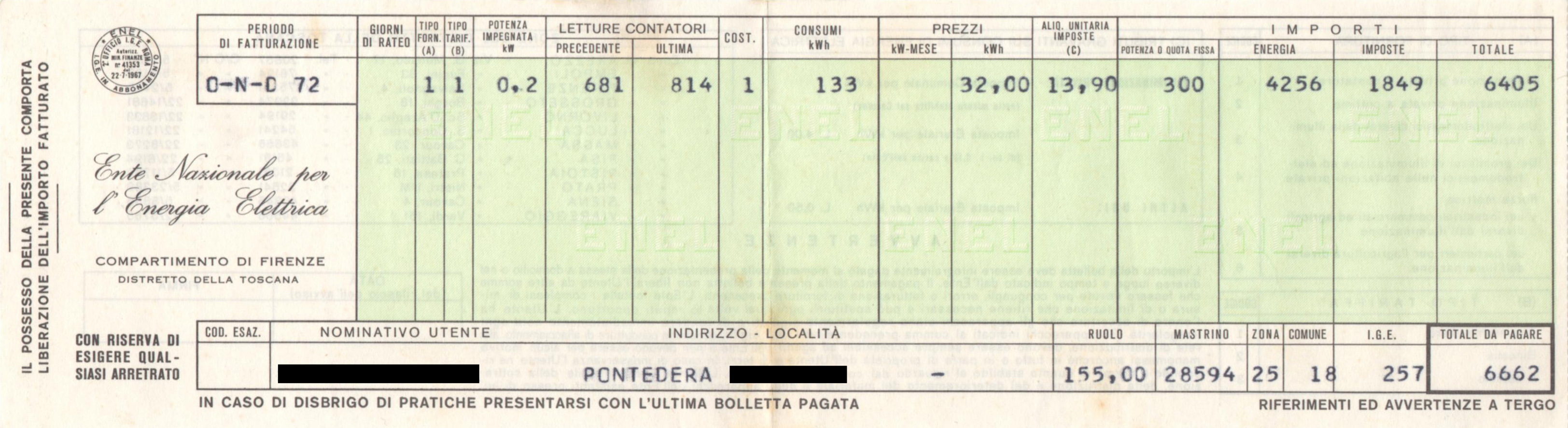
Rachunek ENEL za ostatni kwartał z 1972 roku

Podwyżki cen ropy w latach 70. XX wieku zmusiły kraje takie jak Włochy do podjęcia nadzwyczajnych środków. Enel planował budowę nowych elektrowni jądrowych, aby zmniejszyć zależność od ropy naftowej, oraz elektrowni wodnych mających pokryć zapotrzebowanie na energię elektryczną. Pod koniec lat 70. sytuacja w kraju była niezwykle trudna: stopa inflacji wynosiła około 20 proc., a spadek popytu na międzynarodowym rynku motoryzacyjnym uderzył w główny przemysł krajowy – Fiata. Na rynku energetycznym koniec lat 70. to czas powrotu do energii słonecznej i wiatrowej. Oddano do użytku elektrownie Porto Tolle. W 1984 oddano elektrownię wiatrową Alta Nurra i elektrownię fotowoltaiczną na wyspie Vulcano.

### Od 1985
W latach 90. nastąpiła liberalizacja sektora energii elektrycznej we Włoszech. Spółka była stopniowo prywatyzowana. W 1994 i 1995 zbudowano nowe elektrownie korzystające z odnawialnych źródeł energii. W 1999 akcje spółki zadebiutowały na Borsa Italiana – była to największa publiczna oferta na włoskim rynku. Spółka kontynuuje ekspansję międzynarodową oraz inwestycje w sieci, nowe technologie oraz odnawialne źródła energii. W 2023 Grupa działała w ponad 30 krajach na pięciu kontynentach, dysponując mocą zainstalowaną na poziomie około 86 GW oraz siecią dystrybucji energii elektrycznej i gazu o długości około 2,2 mln km. Odnawialne źródła energii – w tym elektrownie wiatrowe, słoneczne, wodne oraz geotermalne – odpowiadały w 2023 za 68 proc. mocy wytwórczych Enel.  

## Enel w Polsce
Grupa Enel działa w Polsce w ramach rozwoju linii biznesowej Enel X, od 2017 świadcząc usługi Demand Side Response (DSR). Spółka Enel X Polska jest największym agregatorem na polskim rynku DSR; w 2024 roku zarządzała jednostkami agregującymi około 450 podmiotów, skupiając około 600 MW zdolności do redukcji przez odbiorców przemysłowych i komercyjnych.